# Den første kreds
Den første kreds er en dansk-tysk spillefilm fra 1973 med instruktion og manuskript af Alexander Ford. Filmen er baseret på Aleksandr Solsjenitsyns roman I den første kreds fra 1968.

## Handling
Denne artikel mangler et handlingsreferat. Hjælp os med at skrive det.

## Medvirkende
- Gunther Malzacher - Gleb Nerzhin
- Elzbieta Czyzewska - Simochka
- Peter Steen - Volodin
- Vera Tschechowa - Clara
- Ole Ernst - Ruska Doronin
- Ingolf David - Robin
- Preben Neergaard - Bobynin
- Preben Lerdorff Rye - Professor Chelnov
- Per Bentzon Goldschmidt - Bulatov
- Ole Ishøy - Siromakha
- Bjørn Puggaard-Müller - Abakumov
- Freddy Koch - Yakonov
- Søren Elung Jensen - Sjikin
- Poul Bundgaard - Oskolupov
- Gunnar Lemvigh - Makarygin
- Vigga Bro - Fru Nadja Nertsjina
- Ursula Blauth - Dotty
- Lisbeth Steen - Fru Balatova
- Hanne Borchsenius - Fru Bobynina
- Arne Westermann